# محمد دبیرمقدم
محمد دبیرمقدم (زادهٔ ۶ شهریور ۱۳۳۲ در کاشان) زبان‌شناس سرشناس ایرانی و استاد گروه زبان‌شناسی دانشگاه علامه طباطبایی است. او همچنین استاد مدعو در دانشگاه تربیت مدرس، عضو پیوسته و معاون علمی فرهنگستان زبان و ادب فارسی، سردبیر نشریهٔ علم زبان و دبیر مجلهٔ دستور است. پژوهش‌های دبیرمقدم عمدتاً در حوزهٔ نحو، دستور زبان فارسی، رده‌شناسی زبان و زبان‌های ایرانی است. او در آبان‌ماه ۱۳۸۹ به‌عنوان چهره ماندگار معرفی شد.

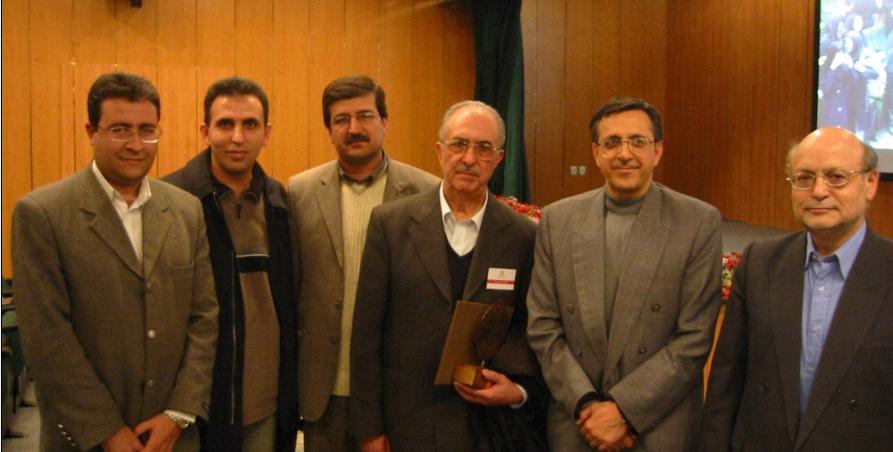
از راست: مهدی مشکوةالدینی، محمد دبیرمقدم، ساسان سپنتا، احمد معین‌زاده، مهرداد نغزگوی کهن و محمد راسخ مهند، ششمین کنفرانس زبان‌شناسی، دانشگاه علامه طباطبایی، ۱۳۸۳